# 東國魔女
東國魔女（英語：Wicked Witch of the East）是法蘭克·鮑姆作品《綠野仙蹤》的虛構人物，居住在奧茲國東方的邪惡女巫。

## 角色
東國魔女是奧茲國四名女巫之一，奴役著東方的芒奇金國。她擁有一雙法力強大的銀鞋，可以帶她去到任何地方。她曾受雇向一名年輕樵夫下咒，讓他先後被自己的斧頭砍掉四肢及軀體，這位樵夫在鐵匠幫助下用錫製假肢替代被砍掉的四肢及軀體後，即變成了錫樵夫。
當桃樂絲·蓋爾的屋子從堪薩斯州被龍捲風刮到奧茲國來時，東國魔女被從天而降的房子砸死，她對芒奇金人的暴政統治就此終結，所以芒奇金人都很感激桃樂絲。

## 可能的寓意
美國歷史學家亨利·萊特菲爾德猜測東國魔女是對美國東部大銀行家的隱喻。

## 改編版本
在2013年電影《奧茲大帝》（《綠野仙蹤》的前傳）中，由瑞秋·懷茲飾演。該電影中的東國魔女名為伊娃諾拉（Evanora），與妹妹西奧多拉共治翡翠城，能運用閃電的力量。她施展詭計將西奧多拉轉化為邪惡女巫，最終被葛琳達擊敗及趕出翡翠城。
2024年電影《魔法壞女巫》及其續作《魔法壞女巫：第二部》改編自音樂劇《女巫前傳 (音樂劇)》，瑪麗莎·博德 飾演 涅莎蘿絲·索普。